# Mario Baroffio
Mario Román de Flores, conocido como Mario Baroffio (Buenos Aires, 1905 – ibídem, 1962) fue un actor de cine, radio, teatro y televisión, y guionista argentino.

## Carrera
Baroffio fue un actor de reparto argentino de la época dorada cinematográfica. Actuó en más de 30 películas en destacados roles, junto a famosos de la talla de Amelita Vargas, Alfredo Barbieri, Lolita Torres, Ricardo Passano, Tono Andreu, Gogó Andreu, Alfonso Pisano, Mario Amaya, Alejandro Maximino, Mercedes Carreras y Susana Canales, entre muchos otros.
En 1949 se destacó  tanto como actor como guionista en el filme Imitaciones peligrosas, protagonizado por Tito Martínez del Box, Carlos Castro y Chela Cordero.
También trabajó en la gráfica, precisamente en la redacción de revistas como Cascabel.

### Filmografía
- 1936: Santos Vega
- 1940: Corazón de turco
- 1941: La quinta calumnia
- 1942: El comisario de Tranco Largo
- 1947: La secta del trébol
- 1947: La caraba
- 1947: La senda oscura
- 1948: Pelota de trapo
- 1948: Rodríguez, supernumerario
- 1949: Pantalones cortos
- 1949: Imitaciones peligrosas
- 1949: El hombre de las sorpresas
- 1950: Mary tuvo la culpa
- 1950: El ladrón canta boleros
- 1950: Bólidos de acero
- 1951: Cuidado con las mujeres
- 1951: Ritmo, sal y pimienta
- 1952: ¡Qué rico el mambo!
- 1952: La tía de Carlitos
- 1952: La mano que aprieta
- 1952: Las zapatillas coloradas
- 1952: La niña de fuego
- 1953: Somos todos inquilinos
- 1953: Los tres mosquiteros
- 1953: La pasión desnuda
- 1955: Reportaje a un cadáver
- 1955: La mujer desnuda
- 1955: El fantasma de la opereta
- 1956: Luces de candilejas
- 1956: La pícara soñadora
- 1956: Cubitos de hielo
- 1958: Nubes de humo
- 1958: La venenosa
- 1959: Angustia de un secreto
- 1959: De los Apeninos a los Andes
- 1961: La cumparsita
- 1962: Buscando a Mónica o El secreto de Mónica
- 1963: La mujer de tu prójimo (aparición póstuma)[4]

### Radio
Se lució como actor radiofónico y como libretista en emisoras como Radio El Mundo y Radio Belgrano bajo la dirección de Tito Martínez del Box, y junto con Francisco Cano Carrera. Hizo una importante dupla junto con el actor Alí Salem de Baraja y con Jaime Font Saravia.

### Televisión
- 1960: Juzgado de turno, junto con Alí Salem de Baraja y Yuki Nambá.[6]